# مود سوندبرغ
مود إليزابيث سوندبرغ (بالسويدية: Maud Nörklit)‏ (22 ديسمبر 1911 - 30 نوفمبر 2010) عداءة سويدية. شاركت في أولمبياد عام 1928 في سباق 100 متر و 4 × 100 متر ، لكنها فشلت في الوصول إلى النهائيات. فازت سوندبرغ باللقب الوطني في 60 متر (1927) ، 80 م حواجز (1931-1934 ، 1936–1939 و 1941-1942) و 4 × 80 متر تتابع (1930-1933 و 1936-1938) ، وحملت الأرقام وطنية على 80 م ، 100 م و 80 م حواجز. تزوجت من مود نوركليت وكانت حماة بيني أندرسون ، وهي عضو في مجموعة أبا . في وقت وفاتها كانت أكبر لاعبة أولمبية سويدية.

## روابط خارجية
- مود سوندبرغ على موقع أوليمبيديا (الإنجليزية)
- مود سوندبرغ على موقع اللجنة الأولمبية السويدية (السويدية)